# Make Your Own Kind of Music
«Make Your Own Kind of Music» (с англ. — «Создавай свою собственную музыку») — песня, написанная Барри Манном на стихи Синтии Вайль. В 1969 году песню записала американская певица Касс Эллиот для своего второго сольного альбома Bubblegum, Lemonade, and… Something for Mama. В её исполнении песня вошла в первую десятку Adult contemporary-чартов Канады и США.

## Чарты
| Чарт (1969)                        | Высшая позиция |
| ---------------------------------- | -------------- |
| Канада (RPM Adult Contemporary)    | 7              |
| Канада (RPM Top Singles)           | 20             |
| США (Billboard Adult Contemporary) | 6              |
| США (Billboard Hot 100)            | 36             |

## Кавер-версии
- В 1972 году концертный альбом Барбры Стрейзанд Live Concert at the Forum включал попурри «Sing / Make Your Own Kind Of Music»[5]; выпущенный в качестве сингла, он достиг 94-й строчки в Billboard Hot 100 и 28-й строчки в чарте Easy Listening журнала Billboard. На альбоме 1973 года Barbra Streisand…And Other Musical Instruments Стрейзанд исполнила «Make Your Own Kind of Music» в попурри с «The World is a Concerto»[6].
- В 2018 году Палома Фейт записала кавер-версию песни, которая стала джинглом для рекламной кампании Karoq, нового компактного кроссовера Škoda. Сингл вошёл в топ-30 чарта Великобритании.